# Polycitor africanus
Polycitor africanus is een zakpijpensoort uit de familie van de Polycitoridae. De wetenschappelijke naam van de soort werd voor het eerst geldig gepubliceerd in 1999 door het echtpaar Claude en Françoise Monniot.